# Ivan Messelis
Ivan Messelis (ur. 28 marca 1958 w Roeselare) – belgijski kolarz przełajowy, srebrny medalista mistrzostw świata.

## Kariera
Największy sukces w karierze Ivan Messelis osiągnął w 1986 roku, kiedy zdobył srebrny medal w kategorii amatorów podczas przełajowych mistrzostw świata w Lembeek. W zawodach tych wyprzedził go jedynie Włoch Vito Di Tano, a trzecie miejsce zajął kolejny Belg, Ludo De Rey. Był też między innymi szósty na mistrzostwach świata w Lanarvily w 1982 roku oraz ósmy na rozgrywanych dwa lata wcześniej mistrzostwach świata w Wetzikonie. Kilkakrotnie zdobywał medale przełajowych mistrzostw kraju, w tym dwa złote. W 1991 roku zakończył karierę.